# Abstractizare (matematică)
În matematică abstractizarea este procesul de extragere a structurilor, modelelor sau proprietăților care stau la baza unui concept matematic, eliminând orice dependență de obiectele din lumea reală cu care ar putea să fi fost inițial conectate și generalizându-l astfel încât să aibă aplicații mai largi sau potrivire cu alte descrieri abstracte ale fenomenelor echivalente. Două dintre cele mai abstracte domenii ale matematicii moderne sunt teoria categoriilor și teoria modelelor⁠(d).

## Descriere
Multe domenii ale matematicii au început cu studiul problemelor din lumea reală, înainte ca regulile și conceptele de bază să fie identificate și definite ca structuri abstracte. De exemplu, geometria își are originile în calcularea distanțelor și ariilor din lumea reală, iar algebra a început cu metode de rezolvare a problemelor din aritmetică. Aritmetica numerelor naturale și operațiile cu ele au originea în operațiile cu mulțimi numărabile de obiecte concrete unde numărul natural furnizează o măsură a mulțimilor de obiecte, acestea fiind de obicei corpuri geometrice. Operațiile respective se efectuau în mod practic în Antichitate cu mijloacele disponibile atunci, de exemplu abacul, și constituiau aritmetica practică, rezervată unor lucrători alocați acestui scop cum ar fi scribii. În contrast cu aritmetica practică era aritmetica teoretică, studiul deductiv al proprietăților numerelor.
Abstractizarea este un proces continuu în matematică, iar dezvoltarea istorică a multor subiecte matematice prezintă o progresie de la concret la abstract. De exemplu, primii pași în abstractizarea geometriei au fost făcuți din punct de vedere istoric de către grecii antici prin folosirea sistematică a raționamentului logic deductiv, Elementele lui Euclid fiind cea mai veche documentare existentă a axiomelor geometriei plane – deși Proclus spune despre o axiomatizare mai veche, făcută de Hipocrate din Chios. În secolul al XVII-lea Descartes a introdus coordonatele carteziene care au permis dezvoltarea geometriei analitice. Alți pași în abstractizare au fost făcuți de Nikolai Lobacevski, János Bolyai, Bernhard Riemann și Carl Friedrich Gauss, care au generalizat conceptele de geometrie pentru a dezvolta geometrii neeuclidiene. Mai târziu, în secolul al XIX-lea, matematicienii au generalizat geometria și, mai mult, au dezvoltat domenii precum geometria în spații n-dimensionale, geometria proiectivă, geometria afină și geometria finită⁠(d). În cele din urmă, „Programul Erlangen⁠(d)” al lui Felix Klein a identificat tema de bază a tuturor acestor geometrii, definind fiecare dintre ele drept studiul proprietăților invariante⁠(d) ale transformărilor geometrice sub un anumit grup de simetrie. Acest nivel de abstractizare a relevat conexiuni între geometrie și algebra abstractă. pe baza noțiunii de operație algebrică.
În matematică abstractizarea poate fi avantajoasă în următoarele moduri:
- Dezvăluie conexiuni profunde între noțiunile diferitelor domenii ale matematicii.
- Rezultatele cunoscute dintr-o zonă pot sugera conjecturi într-o alt domeniu, înrudit.
- Tehnicile și metodele dintr-un domeniu pot fi aplicate pentru a demonstra rezultate din alte domenii înrudite.
- Modelele unui obiect matematic pot fi generalizate la alte obiecte similare din aceeași clasă.

Pe de altă parte, abstractizarea poate fi și dezavantajoasă, deoarece conceptele foarte abstracte pot fi dificile din punct de vedere pedagogic. Un nivel de maturitate matematică și experiență pot fi necesare pentru asimilarea conceptuală a abstracțiilor. Din punct de vedere pedagogic separarea operațiilor cu numere de operațiile cu mulțimi numărabile de obiecte favorizează unele exerciții sterile sau scolastice cu ordinea operațiilor în calculul numeric, cum este episodul menționat în biografia lui Carl Friedrich Gauss din școala elementară privind suma numerelor de la 1 la 100 cerută de învățător elevilor pentru a-i ține ocupați cu efectuarea mecanică a respectivului calcul, în care Gauss observă o scurtătură bazată pe proprietățile numerelor din sumă.
În The Scientific Outlook (1931) Bertrand Russell scrie că „Limbajul obișnuit este total nepotrivit pentru a exprima ceea ce fizica afirmă cu adevărat, deoarece cuvintele vieții de zi cu zi nu sunt suficient de abstracte. Doar matematica și logica matematică poate spune atât de puțin cât vrea să spună fizicianul”.